# Parque nacional de la Isla Concepción
El parque nacional de la Isla Concepción (en Inglés: Conception Island National Park) es un área protegida en el archipiélago de las Bahamas. La isla se encuentra entre los Cayos Cat (Cat Cays) al norte y el Cayo Rum (Rum Cay) al sur. La vegetación se compone de comunidades de manglar, con vegetación típica de hebra, y la isla es visitada por tortugas verdes, aves marinas y aves migratorias.
El parque tiene un área de 810 hectáreas (2.000 acres) y una altitud máxima de 20 m (66 pies). Es administrado por el Bahamas National Trust. La isla es históricamente importante, siendo uno de los lugares en las Bahamas en donde se sabe que Cristóbal Colón podría haber desembarcado.
La isla tiene una extensa área de hábitat dominado por manglares y vegetación típica de línea de árboles. Es uno de los sitios de anidación más importantes para la tortuga verde en las Bahamas y es visitado por muchas aves migratorias.